# 牂牁江大桥
牂牁江大桥，工程名为“牂牁江特大桥”，是中国贵州省境内的一座跨越牂牁江的钢桁梁悬索桥，连接六盘水市和黔西南布依族苗族自治州，是纳兴高速公路纳晴段（纳雍县—晴隆县段）的控制性工程，2021年11月18日开工建设，于2024年4月28日合龙，2025年2月14日建成通车。
牂牁江大桥线路北起荒田枢纽，南至老何家隧道，全长1849米，主跨长度1080米，桥面为双向四车道高速公路，设计速度100千米/时。